# فرودگاه ادین
فرودگاه ادین (به انگلیسی: Adin Airport) یک فرودگاه همگانی بهره‌برداری هوایی است که یک باند فرود آسفالت دارد و طول باند آن ۸۶۹ متر است. این فرودگاه در شهر ادین، کالیفرنیا کشور ایالات متحده آمریکا قرار دارد و در ارتفاع ۱۲۸۹ متری از سطح دریا واقع شده‌است.